# Clan Gunn
Gunn ist der Name eines schottischen Clans, der aus Caithness und Sutherland im äußersten Norden der britischen Insel stammt.

## Geschichte

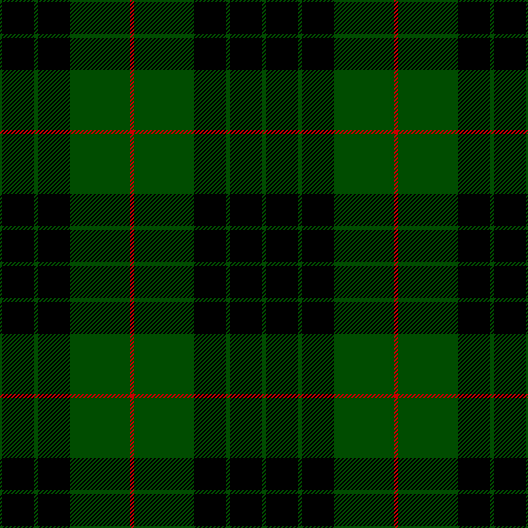
Tartan des Clan Gunn laut Vestiarium Scoticum, 1842

Der Clan Gunn führt seine Herkunft auf Gunni, dem Enkel des Wikingers und Helden der Orkneyinga saga Sweyn Asleifsson (um 1115–1171), und dessen Gattin Ragnhild zurück. Ragnhild stammte väterlicherseits von den Moddan of Dale, den alten piktischen Mormaers von Caithness ab. Mütterlicherseits war Ragnhild eine Enkelin des Rögnvald Kali Kolsson, Jarl von Orkney. Ragnhild erbte von ihrem Bruder Harald Maddadsson († 1206) erhebliche Ländereien in Caithness und Sutherland. Im 13. Jahrhundert erreichte der Clan den Höhepunkt seiner Macht, als er Caithness fast vollständig kontrollierte.
Mit dem wachsenden Einfluss der Könige von Schottland über die Region erwarben die Sinclair, Keith und andere Clans im 14. und 15. Jahrhundert auf Kosten des Clan Gunn große Ländereien, woraus sich Rivalitäten und anhaltende Fehden entwickelten. 1464 oder 1478 eskalierte ein Gerichtsstreit mit den Keith of Ackergill zu einem Massaker an den anwesenden Vertretern des Clan Gunn. 1586 unterlag der Clan Gunn in der Schlacht bei Leckmelm nahe dem Lochbroom in Ross-shire einem gemeinsamen Heer der Clans MacKay of Aberach, Sutherland und MacLeod of Assynt und verlor daraufhin seinen wesentlichen Einfluss in der Region.
Während der Jakobitenaufstände stand der Clan Gunn auf der Seite der britischen Regierung.
Die Würde des Clan Chief ruhte seit 1785. Erst 2015 erkannte der Lord Lyon King of Arms mit Iain Alexander Gunn of Banniskirk (* 1933) wieder einen Clan Chief des Clan Gunn an. Der Clan ist dadurch seither kein Armigerous Clan mehr.